# Джміль лезус
Джміль лезус (Bombus laesus) — вид перетинчастокрилих комах з роду Джмелі.

## Поширення
Поширений у центральній та західній Палеарктиці.
В Україні відмічений у Передкарпатті, Карпатах, Чернівецькій, Одеській, Херсонській, Кіровоградській, Полтавській, Харківській, Донецькій областях та в Криму. Зустрічається дуже рідко. Часто зареєстровані лише поодинокі знахідки.

## Морфологічні ознаки
Довжина тіла маток 16-18, самців — 14-16 мм. Вся спинка в жовтих і жовтуватих волосках. Третій тергум черевця без чорних волосків. Довжина щік трохи менша (в 1,1 раза) за ширину мандибул у місці їх прикріплення.

## Особливості біології
Антофіл, живиться нектаром та пилком рослин, важливий запилювач багатьох рослин. Переважно зустрічається на степових ділянках, приурочений до степів південного типу. Соціальний вид. Самиці запліднюються самцями восени, після чого зимують, а навесні кожна молода матка самостійно будує гніздо. Особливості гніздування цього виду спеціально не вивчалися. За сезон розвивається одне покоління, що складається із декількох виводків. Літає з квітня до жовтня.

## Значення
Джміль лезус — запилювач квіткових рослин, в тому числі сільськогосподарських, таких як люцерна, конюшина, огірки, гарбузи, інші бахчеві культури.

## Загрози та охорона
Основними факторами, що призводять до зниження чисельності, є значне скорочення місць, придатних для гніздування та збору корму, знищення гнізд цього виду під час оранки полів, лук або скошування рослин та загибель дорослих особин при обробках полів пестицидами.
Охороняється в заповідниках степової та лісостепової зон. Необхідно створити заказники і нові заповідники в інших місцях мешкання виду.